# Lövkastare
Lövkastare (Sclerurus) är ett släkte som oftast placeras i familjen ugnfåglar inom ordningen tättingar.

## Arter i släktet
Släktet omfattar sju till åtta arter som förekommer i Central- och Sydamerika från sydöstra Mexiko till nordöstra Argentina:
- Roststrupig lövkastare (S. mexicanus)
- Mörk lövkastare (S. obscurior)
- Kortnäbbad lövkastare (S. rufigularis)
- Fjällstrupig lövkastare (S. guatemalensis)
- Svartstjärtad lövkastare (S. caudacutus)
- Gråstrupig lövkastare (S. albigularis)
- Rödbröstad lövkastare (S. scansor)

## Familjetillhörighet
Lövkastarna placeras traditionellt i familjen ugnfåglar. DNA-studier visar dock att de tillsammans med minerarna i Geositta utgör en egen utvecklingslinje som är systergrupp till alla andra ugnfåglar. Vissa auktoriteter urskiljer dem därför som en egen familj, Scleruridae.